# Plymouth Business
La Business è un'autovettura full-size prodotta dalla Plymouth dal 1935 al 1938. Durante il primo anno di distribuzione era chiamata Business Six.

## Storia

### Model PJ (1935)
La prima versione del modello, che fu introdotta nel 1935, era chiamata Model PJ. Rispetto ai modelli precedenti era dotata di linee più rotonde. La versione familiare era chiamata "Commercial Sedan" e possedeva, sul piano di carico, un telaio in legno. Questa versione era infatti adatta ad essere utilizzata come veicolo commerciale.
La Business era dotata di un motore a valvole laterali e sei cilindri in linea da 3.299 cm³ di cilindrata che sviluppava 82 CV di potenza. Il modello aveva una particolarità: le portiere posteriori erano incernierate posteriormente. La Model PJ fu prodotta in 63.536 esemplari.

### Model P1 (1936)

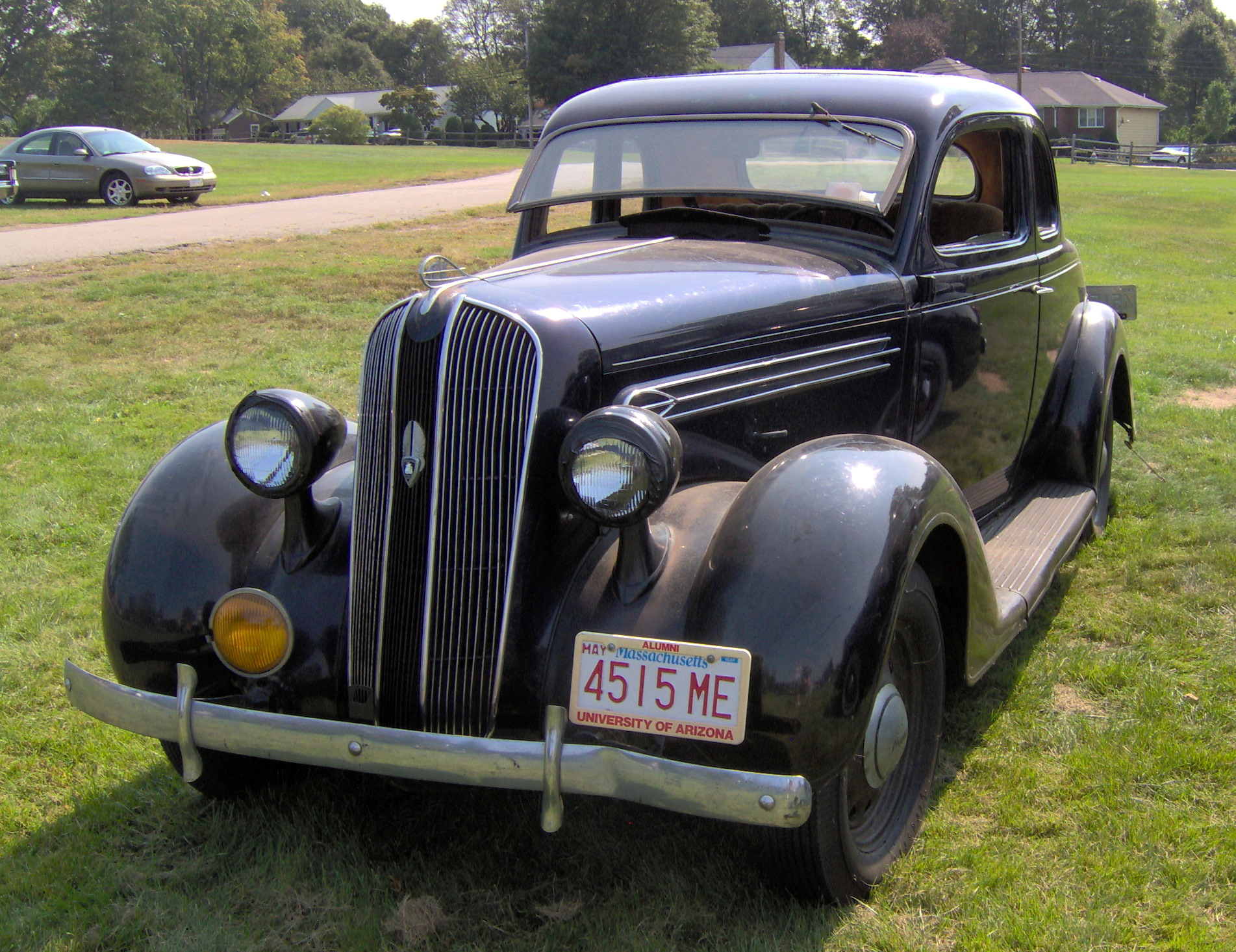
Una Plymouth Model P1 coupé del 1936

Nel 1936 fu lanciata sui mercati la Model P1. Rispetto alla versione precedente, i cambiamenti estetici furono minimi. Nell'occasione, fu introdotta una versione commerciale berlina due o quattro porte. Questa versione era infatti dotata di portellone posteriore e di una capacità di carico elevata. In totale, di Model P1, ne furono prodotti 92.526 esemplari.

### Model P3 (1937)
Anche per la Model P3, che fu lanciata nel 1937, erano disponibili delle versioni commerciali ad un prezzo accessibile. Era offerta anche una versione con motore economico che erogava 65 CV. Di questa serie, ne furono prodotti 73.644 esemplari.

### Model P5 (1938)
La nuova serie, a cui fu dato il nome di Model P5, era dotata di una parte anteriore più voluminosa. Tale soluzione stilistica non piacque al pubblico, e quindi le vendite andarono male. Su richiesta, poteva essere ordinato un motore ad alto rapporto di compressione che erogava 86 CV.